# 德里克·凯万
德里克·凯万（英語：Derek Kevan，1935年3月6日—2013年1月4日），英国男子足球运动员，司职前锋。他曾代表英格兰参加1958年和1962年国际足联世界杯，其中1958年世界杯止步小组赛阶段，1962年世界杯止步八强。

## 个人榮譽
- 1961/62年度英格蘭甲級聯賽神射手